# تحرش جنسي بالأطفال

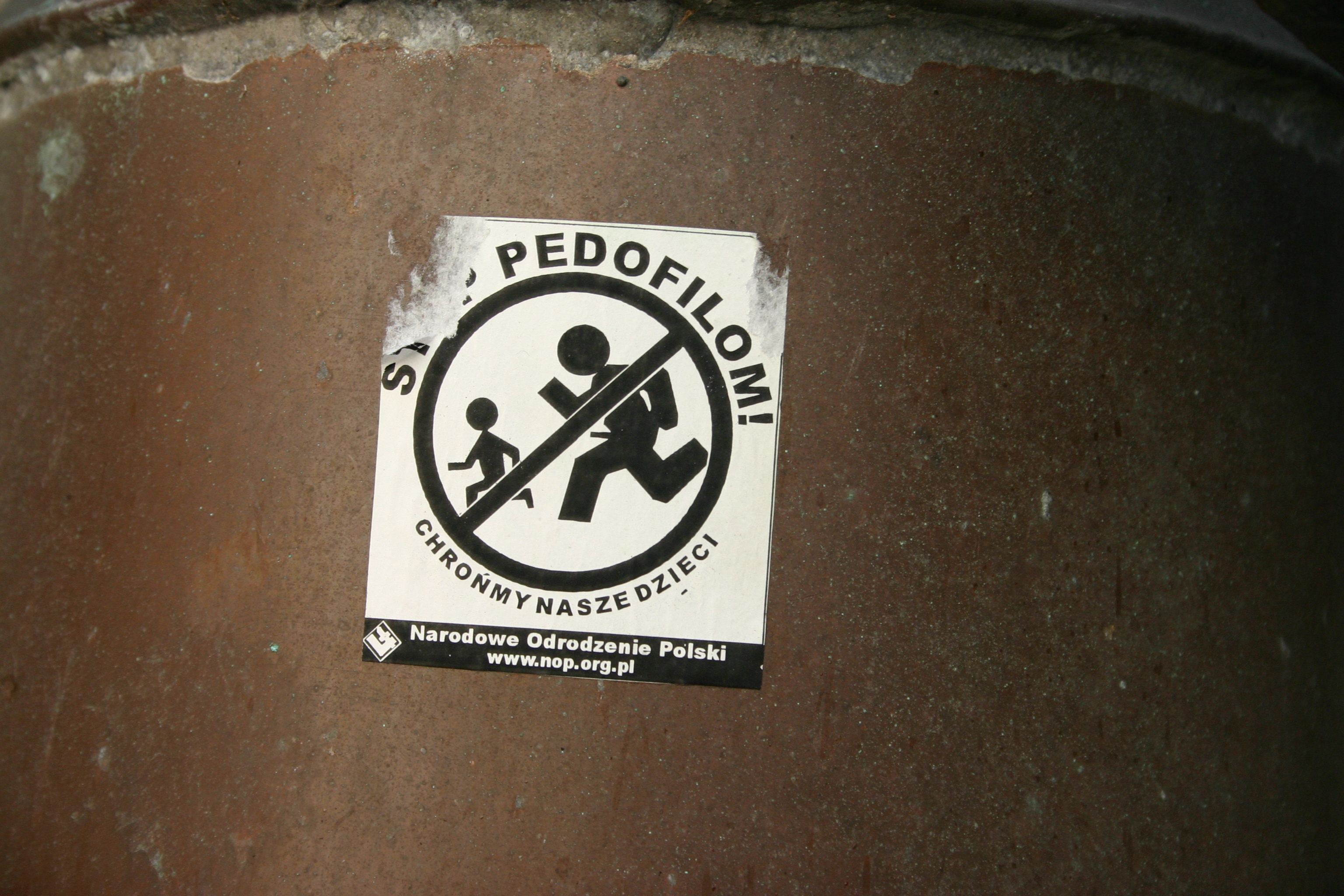
أشهر شعار مضاد للغلمانية

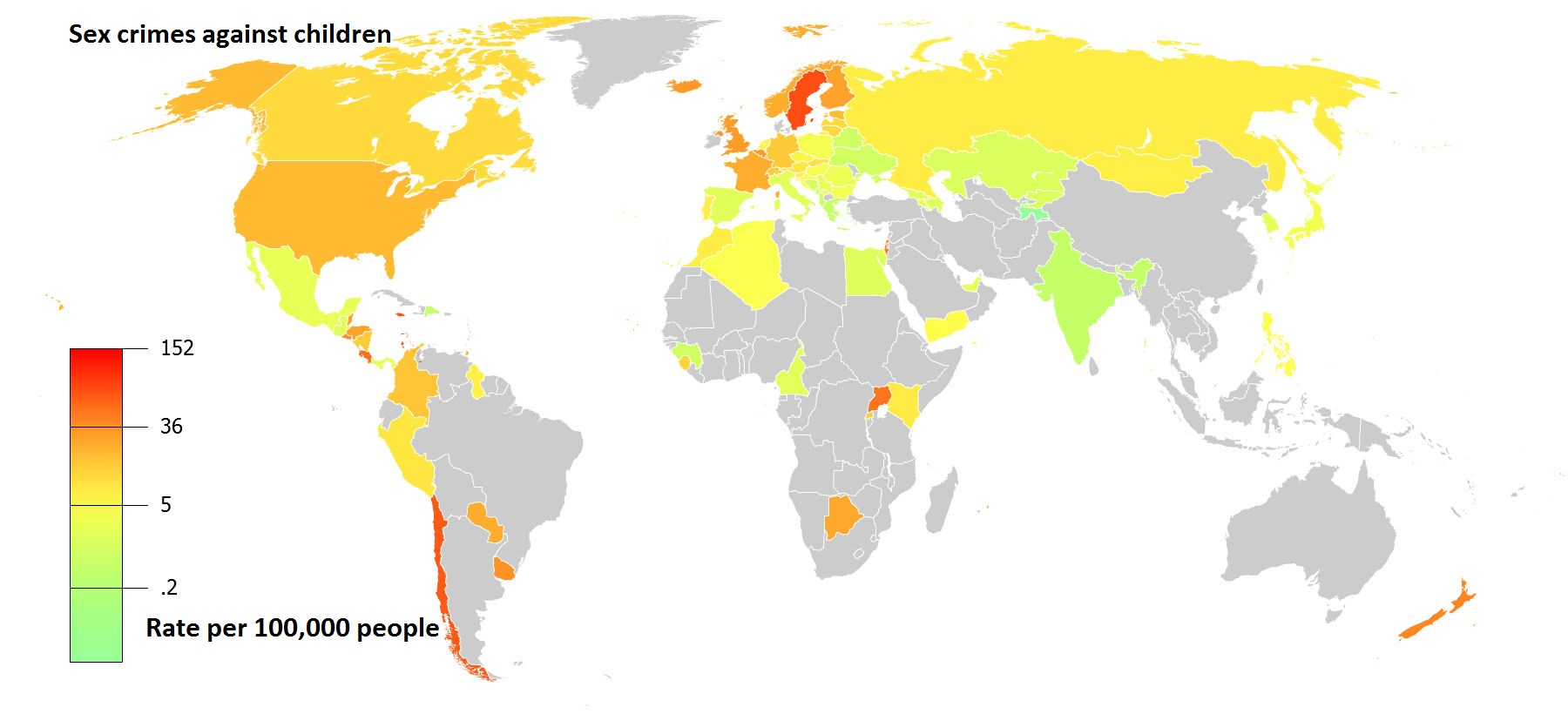
(C) معدلات الاعتداء الجنسي ضد الأطفال العالمية من كل 100،000 السكان 2010-2012،

التحرش الجنسي بالأطفال أو الاعتداء الجنسي على الطفل (بالإنجليزية: Pedophilia) هو استخدام الطفل لإشباع الرغبات الجنسية لبالغ أو مراهق، أو يكون بين قاصرين فارق العمر بينهما فوق الخمس سنوات، والسن الفاصل المعتبر لدى غالبية دول العالم هو 18 سنة، فكل شخص تحت سن الثامنة عشر يعد قاصر، ومافوق هذا يعد بالغ. ويشمل التحرش تعريض الطفل لأي نشاط أو سلوك جنسي. ويتضمن غالباً التحرش الجنسي بالطفل من قبيل ملامسته أو حمله على ملامسة المُتحرش جنسيا.

## المصطلح
التحرش الجنسي بالأطفال من أخطر الجرائم التي تفشت في المجتمع في الآونة الاخيرة. وهو نوع من أنواع الاستغلال الجنسي: وهو اتصال جنسي بين طفل وشخص بالغ من أجل إرضاء رغبات جنسية عن الأخير مستخدمًا القوة والسيطرة عليه. التّحرّش الجنسيّ لغةً: هو تقديم مفاتحات جنسيّة مهينة وغير مرغوبة ومنحطّة وملاحظات تمييزيّة.
- الطِّفْلُ - طِفْلٌ: الموْلُودُ ما دامَ نَاعِمًا رَخْصًا. وفي القرآن في سورة الحج آية 5 《ثُمَّ نُخْرِجُكُمْ طِفْلا》. والطِّفْلُ الولدُ حتى البُلُوغ، وهو للمفرد المذكر وفي القرآن في سورة النور آية 31 《أو الطِّفْلِ الَّذِينَ لَمْ َيظْهَرُوا عَلَى عَوْراتِ النِّسَاء》. المعجم الوسيط[6]

## تاريخ
يعود تاريخ الغلمانية إلى زمن بعيد، ووجدت العديد من الرسوم والنقوش في الآثار الاغريقية والفرعونية والرومانية والفارسية والصينية القديمة تدل دلالة قاطعة على وجود هذا النوع من الممارسات.

## آلية الاضطراب
الجدل في الوسط العلمي مازال مستمراً والنتائج التي تتعلق بالبيدوفيليا غير حاسمة بالمطلق ومن هذه الأبحاث ما توصل له الدكتور جيمس كانتور، أحد الباحثين الذين يدرسون الولع الجنسي تجاه الأطفال من منظور بيولوجي، في إحدى مؤلفاته المنشورة في دراسة أجريت في عام 2008 باستخدام تقنية الرنين المغناطيسي للدماغ لمجموعتين: الأولى رجال لديهم بيدوفيليا، والمجموعة الثانية أشخاص ارتكبوا جرائم غير جنسية. ومن خلال مقارنة بيانات المسح للمجموعتين، أشارت النتائج إلى احتمال أن يكون الانجذاب الجنسي إلى الأطفال مقابل البالغين ليس سببه الاختلاف في أي منطقة من مناطق الدماغ، ولكن في الطريقة التي تعمل بها مناطق متعددة معاً، ويعتقد علماء الأعصاب انها «متلازمة الانفصال الجزئي» ويعتقد أيضًا أن هذه النتيجة تمثل دليلاً آخر على أن حالة الميل الجنسي للأطفال قد تكون ناتجة عن حساسية بيولوجية تبدأ قبل الولادة. وفي اتجاه آخر ذكرت رسالة هارفارد للصحة العقلية في يوليو 2010 أن «الميل الجنسي للأطفال» هو توجه جنسي ومن غير المرجح أن يتغير.

## الأعراض
هنالك العديد من الأعراض التي ترتبط بالانجذاب الجنسي للأطفال ويجب تحديدها قبل أن يقرر الأطباء تشخيص أي فرد بإصابته بهذا الاضطراب أم لا ومنها:
- رغبات جنسية متكررة ومكثفة تحث الشخص على القيام بممارسات جنسية مع طفل قبل سن المراهقة (13 سنة أو أقل) لمدة ستة أشهر على الأقل.
- هذه الحالة غير المستقرة تؤدي لضعف أداء الشخص لمهامه أو القيام بمسؤوليات اجتماعية أو مهنية أو غيرها من جوانب الحياة.
- أن يكون عمر الشخص 16 سنة على الأقل والفارق بينه وبين الطفل المنجذب له لا يقل عن خمس سنوات.
- يجب أن يحدد ما إذا كان انجذاب الشخص للأطفال فقط أم لا، وما هو الجنس الذي ينجذب إليه، وهل دوافعه الجنسية تقتصر على الأطفال من الأقارب أم لا.

ولكن رغم وجود هذه المعايير فهناك صعوبات عدة في تشخيص الولع الجنسي بالأطفال، وتبعاً للمجلة الأمريكية المختصة (Psychology Today) فنادراً ما يطلب الأشخاص الذين لديهم هذا الحالة المساعدة طوعياً، لذا عادة ما يكون تقديم المشورة أو العلاج نتيجة لأمر من المحكمة، لكن يمكن أن تكون المقابلات أو المراقبة أو بيانات البحث على الإنترنت دليلاً مفيداً في تشخيص هذا الاضطراب، إضافة لكون الاستخدام المكثف للمواد الإباحية للأطفال مؤشر تشخيصي مفيد، كما يمكن قياس الاستثارة الجنسية التناسلية في بيئة مختبرية من خلال المحفزات الجنسية التي تستند إلى التغيير النسبي في استجابة القضيب عند الذكور.

## العلاقة بين الاعتداء الجنسي على الأطفال والانجذاب الجنسي إليهم
يعرف الاعتداء الجنسي على الأطفال Child Sexual Offending اختصاراً ب (CSO)، وهو الاتصال الجنسي بين بالغ وقاصر وهو أمر مرفوض مجتمعياً وأخلاقياً، حيث أنه يعتبر محاولة لتحريض الأطفال جنسياً قبل سن البلوغ وهذه الأمور تعد جرائم تعاقب عليها قوانين جميع الدول، ولكن ما نريد توضيحه هنا هو أنه لا يجب الخلط بين المعتدي على الأطفال وبين من يميل جنسياً لهم. ومن حيث الواقع والحالات المسجلة فقد بينت دراسة بين عدة أقسام طبية في عدة جامعات ألمانية عام 2017 أن 50% من المعتدين على الأطفال تم تشخيصهم بالبيدوفيليا، وبالمقابل فإن 50% ممن تمت عليهم الدراسة ومصابون بالبيدوفيليا قاموا باعتداءات على الأطفال، إذًا هذه الأرقام تشرح ببساطة أن الاعتداء الجنسي جريمة بينما البيدوفيليا فهو اضطراب.
بالتالي علينا أن نميز فعلاً بين المصابين بالبيدوفيليا المسيئين للأطفال إما من خلال محاولة لمس الأعضاء الجنسية للأطفال أو محاولة إرغامهم وتحريضهم على أي سلوك جنسي وبين المصابين غير المسيئين الذين يكتفون بالنظر إلى الصور والفيديوهات على الإنترنت.

## تفكير وشعور المصابين بالبيدوفيليا
"لا يجد مصابو البيدوفيليا الرضا في العلاقة الجنسية مع البالغين وقد يكون لديهم تقدير منخفض لذاتهم لأن الانجذاب الجنسي تجاه الأطفال يهيمن على حياتهم بطريقة أو بأخرى “، هذا ما قاله الدكتور جيمس كانتور (James Cantor) الأستاذ المشارك في قسم الطب النفسي بجامعة تورنتو الكندية، وبالتالي غالباً ما يتسبب التقدير المنخفض للذات بأن يعيش الفرد في خوف من الانخراط مع المجتمع. ولكي ندرك الحالة علينا أن نأخذ بعين الاعتبار عدة أمور منها:
- أن كثير من الأشخاص المصابين بالبيدوفيليا يكرهون رغباتهم الجنسية ويحاولون كبتها دوماً.
- لا يتصرفون كما يحلو لهم تبعاً لأسباب أخلاقية (ولذلك يجب أن يتم الإشادة بهم بدلاً من تشويه سمعتهم أو وصمهم) وهذا إن كان هدفنا مساعدة كل فرد من أفراد المجتمع فبالنهاية هم لم يختاروا البيدوفيليا بإرادتهم.
- في كثير من الأحيان لا يطلبون المساعدة أو العلاج خوفاً من نظرة المجتمع والوصمة والتمييز إضافة لأن معظم الناس لا يفرقون بين البيدوفيليا و (CSO).
- وهم عرضة بشكل كبير للقلق والاكتئاب وتقلبات المزاج.

كثيراً ما نسمع شائعات مثل أن من تعرضوا لاعتداءات جنسية في صغرهم فهم بالضرورة سيكبرون ليقوموا هم باعتداءات على أشخاص أو أطفال، لكن العلم يأتي ليدحض هذه الأقوال وفيما يخص قضيتنا هذه فقد بينت دراسة أجريت عام 2017 بالشراكة بين أساتذة وأطباء من جامعة ريغنسبورغ، وأساتذة من قسم الطب النفسي في فنلندا. كان الهدف من هذه الدراسة هو معرفة مدى تأثير الاعتداء الجنسي أو سوء معاملة الأطفال في الصغر على ميولهم واهتمامهم الجنسي مستقبلاً بالأطفال أو اليافعين تحت سن 16 سنة، وكانت النتيجة عدم اكتشاف وجود رابط واضح بينهما، أي لا يمكننا الحكم على المصابين بالبيدوفيليا بأنهم تعرضوا لتجارب سيئة في طفولتهم.

## العلاج
يقول فريد برلين وهو طبيب نفسي ومدير وحدة السلوك الجنسي في جامعة جونز هوبكنز: «الأشخاص الذين يعانون من البيدوفيليا غالباً ما يكونون في حالة إنكار لوجود مشكلة ما لديهم»، وبالتالي أولى خطوات العلاج هي أن يدرك الشخص أن هنالك مشكلة وهو يحتاج لمساعدة ما كي يستطيع السيطرة على دوافعه ورغباته الجنسية ويعيش حياته بأقل تقديرات خطرة، ووتبعاً للمجلة الطبية الأمريكية المتخصصة (Psychology Today) تتضمن طرق العلاج عدة جوانب منها:

### استخدام الأدوية
يجب أن يقترن العلاج الدوائي مع العلاج النفسي والسلوكي حتى تكون النتائج فعالة ومن هذه الأدوية استخدام مضادات الأندروجين (Anti-androgen) وذلك لخفض الدوافع الجنسية كما تستخدم هرمونات مثل (Medroxyprogesterone) التي تؤدي لخفض نسبة هرمون التستوستيرون وتقلل من تكرار الانتصاب والتخيلات الجنسية والشروع في السلوك الجنسي كالعادة السرية أو الجماع، كما نجحت بعض مضادات الاكتئاب مثل (fluoxetine) في خفض الرغبة الجنسية ولكن تبقى الأوهام الجنسية صعبة العلاج دوائياً.

### العلاج السلوكي المعرفي
هنالك الكثير من النماذج السلوكية المعرفية الفعالة في علاج الأشخاص المصابين بالبيدوفيليا ولا سيما تلك التي تعمل على التشوهات المعرفية الموجودة لديهم لمواجهتها والتعاطف مع الأطفال من خلال تدريبات خاصة تجعلهم يدركون العواقب السلبية التي تلحق بالأطفال، كما أنه من المهم تدريبهم على تقدير الذات وكيفية التفاعل مع الآخرين بطرق إيجابية من خلال مهارات تواصل وإدارة عدة، كما يجب منع انتكاس الحالة من خلال تحديد المواقف عالية الخطورة وكيفية تعطيل السوابق السلوكية ولعل الأهم هو نظم مراقبة الحالة ومتابعتها من خلال الشركاء وهم عائلة الشخص والمقربون منه وتقييم الخط الباني للحالة دورياً.
لكن تبقى هذه العلاجات في إطار تخفيف الرغبات الجنسية ومحاولة ليعيش الشخص المصاب بالبيدوفيليا حياة آمنة ومتوازنة لكن حتى الآن لا يوجد علاج للشفاء منه نهائياً.

### العلاج الكهربائي
علاج نفسي يتم عن طريق جلسات الكهرباء، بعد تنشيط الذاكرة وتوصيل المريض إلى اللذة ليظل اثر الكهرباء وألمها مرتبطا بالتفكير في السلوك.

## دور المجتمع
هناك أدلة كثيرة تشير إلى أن المتحرشين بالأطفال لا يمكنهم التحكم في انجذابهم للأطفال، لكن الأهم هو ما يستطيع الكثير منهم السيطرة عليه وهو عدم إظهار هذه الرغبات أو القيام بالممارسة الجنسية مع الأطفال، وعالمياً هنالك اتجاه هام للتمييز بين المصابين بالبيدوفيليا الذين يعتدون على الأطفال ومن لا يفعلون وحتى المصابون أنفسهم بدأوا يفهمون هذا ويكوّنون مجموعات للدعم للمساعدة في معرفة كيفية العيش مع حالتهم دون الإضرار بأي شخص. وربما كانت المجموعة الأكثر شهرة من هذا النوع هي (Virtuous Pedophiles) «الفضوليين المولعين بالأطفال» التي تضم آلاف المصابين وهدف هذه المجموعة هو الحد من وصمة المرتبطة بالبيدوفيليا عن طريق السماح للناس بمعرفة أن عددا كبيرًا من مصابي البيدوفيليا يتحرشون بالأطفال، وأن يقدموا دعمًا من الأقران وويوفروا معلومات عن الموارد المتاحة لمساعدتهم كي يلتزموا بالقانون، ويعيشوا حياة سعيدة ومنتجة، كما أن الكثير من المدونات تنشر لتشرح تفاصيل عن حياة مصابي البيدوفيليا كل يوم ومسؤولية المجتمع أن يشجعهم لطلب المساعدة والسيطرة على رغباتهم.

## إحصائيات

### إحصائيات منظمة الصحة العالمية
منظمة الصحة العالمية (WHO) تقدر حوالي 40 مليون طفل يعانون من العنف ضد الأطفال، في منطقة الأمريكتين ومنطقة البحر الكاريبي وهذا يشمل جميع أنواع العنف. غالبية القصر الذين يعانون من الاعتداء البدني تتراوح أعمارهم بين 2 و7، وأكثر المتضررين بشدة هم الذين تتراوح أعمارهم بين 3 و5. ونجد خمسة وثمانون في المئة (85%) من الوفيات ناجمة عن انتهاكات وسوء معاملة أو اعراض غير محددة. الموت، أن 71 مليون طفل يعانون من إصابات خطيرة وضحايا لا تعد ولا تحصى مع الاضطرابات النفسية.

### إحصائيات عربية

#### الأردن
- تؤكد عيادة الطبيب الشرعي في وحدة حماية الأسرة بالأردن أن عدد الحالات التي تمت معاينتها خلال عام 1998 قد بلغ 437 حالة.
- شملت 174 حالة إساءة جنسية، كان المعتدي فيها من داخل العائلة في 48 حالة.
- وكان المعتدي معروفا للطفل الضحية (جار – قريب) في 79 حالة.
- وفي 47 حالة كان المعتدي غير معروف للطفل أو غريبا عنه.

#### لبنان
- أظهرت دراسة صادرة عن جريدة «لوريان لوجور» أن المتحرش ذكر في جميع الحالات، ويبلغ من العمر 7 - 13 عامًا، وأن الضحية شملت 18 فتاة، 10 أولاد تتراوح أعمارهم ما بين سنة ونصف: 17 سنة، وأشار المؤتمر اللبناني الرابع لحماية الأحداث إلى ارتفاع عدد الاعتداءات الجنسية على القاصرين خاصة الذكور منهم على يد أقرباء لهم أو معتدين قاصرين.

#### مصر
تشير أول دراسة عن حوادث التحرش بالأطفال في مصر أعدتها الدكتورة «فاتن عبد الرحمن الطنباري» -أستاذة الإعلام المساعد في معهد الدراسات العليا للطفولة بجامعة عين شمس-إلى أن الاعتداء الجنسي على الأطفال يمثل 18% من إجمالي الحوادث المتعلقة بالطفل، وفيما يتعلق بصلة مرتكب الحادث بالطفل الضحية أشارت الدراسة إلى أن النسبة هي 35% من الحوادث يكون الجاني له صلة قرابة بالطفل الضحية، وفي 65% من الحالات لا توجد بينهم صلة قرابة. وبالنظر إلى القصص المذكورة عن أناس تعرضوا للتحرش وهم صغار وجد أن متوسط الأعمار يتراوح بين 25و ال 30 عاما وفي دراسة أجرتها الدكتورة فضيلة محروس عام 2001 تبين لها أن 90% من الاعتداءات جسدية، و82% من الاعتداءات جنسية حصلت في أماكن يفترض أن تكون آمنة للطفل وحصلت من أناس الطفل يثق فيهم. وقالت 77% من المعتدين أشخاص يفترض أن يكونوا في موضع الثقة من الطفل. وأكدت دراسة أجرتها أخصائية في مركز الرعاية الاجتماعية بالرياض أن 80% من المعتدين على الأطفال من الأقارب.
- إذن يتعرض الأولاد والفتيات إلى التحرش أو الاعتداء الجنسي بواسطة بالغين أو أطفالاً أكبر سنناً منهم ويكونون غالباً مقربين منهم ويمكنهم استخدام القوة أو النفوذ معهم.
- في 8 من كل 10 حالات يكون الضحية يعرف المعتدي، وغالباً ما يكون المعتدي شخص يثق فيه الطفل أو يحبه، فيستغل المعتدي هذه الثقة أو الحب ويغري الطفل للانخراط في ممارسات لا يعرف الطفل حقيقتها وينخدع بها في البداية.[15]